# Convecção de Marklund
A convecção de Marklund, nome dado em homenagem a Göran Marklund, é um processo convectivo que ocorre em correntes filamentares de plasma. Ela ocorre dentro do plasma com um campo elétrico associado, o que causa a convecção de íons e elétrons do interior para a extremidade do eixo filamentar girante. O gradiente de temperatura no interior do plasma irá causar também a separação química baseada nos diferentes potenciais de ionização.

## Mecanismo
No artigo de Marklund, a convecção do plasma ocorre radialmente do interior para o exterior do centro de um tubo cilíndrico de fluxo. Durante esta convecção, os diferentes constituintes químicos do plasma, cada um com seu potencial de ionização específico, entra progressivamente na região de resfriamento. Os constituintes do plasma irão se recombinar e se tornarem neutros, e, portanto, não mais estarão sujeitos ao campo eletromagnético. Os potenciais de ionização irão, portanto, determinar onde os diferentes químicos serão depositados.
Isto proporciona um meio eficiente para acumular matéria dentro de um plasma. Em um plasma parcialmente ionizado, forças eletromagnéticas agem no material não-ionizado indiretamente através da viscosidade entre os materiais ionizado e não-ionizado.
Hannes Alfvén mostrou que os elementos com os menores potenciais de ionização são levados próximo ao eixo e formam cilindros concêntricos ocos cujos raios aumentam com o potencial de ionização. O movimento de deriva da matéria ionizada das circunvizinhanças para o interior da corda significa que a corda age como uma bomba iônica, que evacua as regiões circunvizinhas, produzindo áreas de densidade extremamente baixas.